# X Rebirth
X Rebirth est un jeu vidéo de commerce, de gestion et de combat spatial développé par Egosoft, édité en Europe par Deep Silver et sorti en 2013. Il s'agit du sixième jeu de la série des X, faisant suite à X3: Albion Prelude sorti en 2011.